# ميثاء الخياط
ميثاء الخياط ، كاتبة ورسامة ومدربة إماراتية في أدب الأطفال، من مواليد رأس الخيمة 1979، تخرجت من كليات التقنية العليا برأس الخيمة في تخصص إدارة أعمال، في أقل من 10 سنوات نحجت ميثاء في نشر أكثر من 160 إصداراً موجهاً للطفل. حيث تُرجمت بعضها إلى اللغة الإنجليزية واللغة التركية، قصتها" طريقتي الخاصة" التي حصلت على جائزة أفضل كتاب في ملتقى الطفل في الرياض 2011.

## سيرتها المهنية
ميثاء عبد الوهاب حسين الخياط، مؤلفة كتب أطفال ورسامة إماراتية، أمضت معظم سنوات عمرها في المملكة المتحدة والولايات المتحدة وبعد تخرجها من الجامعة عملت بمكتبة الكلية، بدأت علاقتها مع الكتاب خلال دراستها الإعدادية في المملكة المتحدة وداومت عليها، حيث تكتب الخياط للبرامج التلفزيونية للأطفال، مثل برنامج افتح يا سمسم، الذي أعيد إطلاقه حديثًا، وسلسلة الرسوم المتحركة الإماراتية «حمدون»، وكذلك الكتابة لشركة أجيال، بعض كتاباتها معتمد في بعض مناهج المدارس الحكومية، شاركت ميثاء الخياط تجربتها وأسرارها الكتابية من خلال عدة منصات مثل سلسلة جلسات افتراضية التي أقيمت في معرض أبوظبي الدولي للكتاب للعام 2020، ومع دار أشجار للنشر والتوزيع في دبي في عام 2016.   

## مؤلفاتها
بعض من مؤلفاتها يشمل الآتي: 
(2009)، أحب لحية أبي الطويلة: Zodiac Publishing، بريطانيا 
(2012)، طريقتي الخاصة: The Orion Publishing Group، لندن
(2012)، حين يشتهي الجمل اللقيمات: مجموعة كلمات للنشر، الشارقة
(2013)، القملة الهاربة: دار جروس برس، بيروت
(2013)، جوارب أمي العجيبة: مجموعة كلمات للنشر، الشارقة
(2013)، أميرة التسريحات: دار الهدهد للنشر والتوزيع، دبي
(2014)، خرفان عمي خلفان: دار السلوى للدراسات والنشر، عمّان
(2014)، السر: مجموعة كلمات للنشر، الشارقة
(2014)، أطفئ الأنوار: مجموعة كلمات للنشر، الشارقة
(2015)، حوتان: دار الهدهد للنشر والتوزيع، دبي
(2016)، Love In Ramadan: دار الهدهد للنشر والتوزيع، دبي
(2017)، يدوه موضي على الموضة: مجموعة كلمات للنشر، الشارقة
(2017)، نواف الجلاف: مجموعة كلمات للنشر، الشارقة
(2017)، هنا تصنع الأحلام: دار الهدهد للنشر والتوزيع، دبي
(2017)، A Very Special Place: دار الهدهد للنشر والتوزيع، دبي
(2017)، أحب حجاب أمي الجميل: دار الهدهد للنشر والتوزيع، دبي
(2018)، نواف الجداف: مجموعة كلمات للنشر، الشارقة
(2018)، طوفان: قنديل للطباعة والنشر، دبي
(2018)، في البر: مجموعة كلمات للنشر، الشارقة
(2018)، الوقت: مجموعة كلمات للنشر، الشارقة
(2020)، نقشون: دار أشجار للنشر والتوزيع، دبي

## جوائزها
- كتاب "طريقتي الخاصة" الحاصل على جائزة أفضل كتاب في ملتقى الطفل في الرياض 2011.[2]
- ترشيح كتاب " طريقتي الخاصة " لجائزة مارش لأفضل كتب مترجمة في بريطانيا سنة 2012. [2]
- فاز كتاب " أطفئ الأنوار" بالمركز الأول لجائزة الملتقى العربي لناشري كتب الأطفال سنة 2016.[1]

## مناصبها
- عضو مجلس إدارة المجلس الإماراتي لكتب اليافعين[5]
- سفيرة مهرجان طيران الإمارات للآداب [5]
- سفيرة لشبكة المكتب الثقافي للمبدعات في دبي [6]

## روابط خارجية
- مقابلة قناة الشرقية مع الكاتبة والرسامة لكتب الأطفال الإماراتية ميثاء الخياط
- مقابلة إذاعة دبي مع الكاتبة والرسامة لكتب الأطفال الإماراتية ميثاء الخياط